# Luuk Scholten
Luuk Scholten (Utrecht, 19 november 1933 – Amersfoort, 21 juni 2020) was een graficus die ook schilderde en fotografeerde. Naast kunstenaar was hij ook jarenlang docent. Scholten heeft zich vooral bekwaamd in de hoogdruktechniek: de linosnede, de houtsnede en de kleurhoutsnede.

## Biografie
Scholten volgde eerst zijn opleiding aan de Koninklijke Academie van Beeldende Kunsten in Den Haag en kreeg daar les van o.a. Co Westerik. Vervolgens studeerde hij aan de Academie van Beeldende Kunsten en Technische Wetenschappen te Rotterdam en kreeg daar les van Aart Glansdorp en Wim Zwiers. Een medestudent van Scholten was Henk de Looper.
Een belangrijke inspiratiebron voor Scholten was Vincent van Gogh, zo heeft hij een serie werken gemaakt gebaseerd op de steden waar Van Gogh leefde. Een terugkerend thema in zijn werk is het 'Hollands landschap'.
Sinds 1971 was hij lid van het Genootschap Kunstliefde.

## Docent
In 1960 begeleidde Scholten als tekenleraar jongeren tussen de dertien en zeventien jaar in een door het Stedelijk Museum Schiedam opgerichte kunstklas.
Van 1960 tot 1999 gaf Scholten les in grafiek aan de Academie te Rotterdam. Tevens was hij van 1970 tot 1992 tekenleraar aan het Revius Lyceum in Doorn. 